# Frank Gehry
Frank Gehry (født Frank Owen Goldberg den 28. februar 1929 i Toronto) er en canadisk-amerikansk arkitekt. Blandt hans hovedværker er Museo Guggenheim Bilbao, der som andre af hans bygninger er blevet et ikon for stedet, hvor det er opført.
Andre markante Gehry-bygninger er Walt Disney Concert Hall i Los Angeles, Tančící dům (Det dansende Hus) i Prag og hans privatbolig i Santa Monica, Californien.
Gehry modtog i 1989 Pritzker-prisen.
- Hejmdal – Kræftpatienternes Hus er designet af Frank Gehry.[1]
- Hejmdal – Kræftpatienternes Hus set fra den anden side
- Socialt boligbyggeri i Frankfurt-Schwanheim (1994)